# Matoma
Tom Stræte Lagergren (født 29. maj 1991) er en norsk DJ og producer, og går under navnet Matoma. Matoma fik sit gennembrud i 2015 med club-remixet af Old Thing Back fra The Notorious B.I.G. featuring Ja Rule og Ralph Tresvant.

## Diskografi

### Albums
- Hakuna Matoma (2016)

### Singler
| År                                                                | Titel                                                                           | Højeste placering | Højeste placering | Højeste placering | Højeste placering | Højeste placering | Højeste placering | Højeste placering | Certificering                        | Album              |
| År                                                                | Titel                                                                           | NOR               | DEN               | FIN               | IRE               | NLD               | NZ                | SWE               | Certificering                        | Album              |
| ----------------------------------------------------------------- | ------------------------------------------------------------------------------- | ----------------- | ----------------- | ----------------- | ----------------- | ----------------- | ----------------- | ----------------- | ------------------------------------ | ------------------ |
| 2015                                                              | "Old Thing Back" (med The Notorious B.I.G. featuring Ja Rule og Ralph Tresvant) | 2                 | 18                | 12                | 43                | 75                | 25                | 8                 | - IFPI NOR: Platinum - GLF: Platinum | Hakuna Matoma      |
| 2015                                                              | "Feeling Right (Everything Is Nice)" (featuring Wale og Popcaan)                | 31                | —                 | —                 | —                 | —                 | —                 | —                 |                                      | Hakuna Matoma      |
| 2015                                                              | "Find Love" (featuring Dboy)                                                    | —                 | —                 | —                 | —                 | —                 | —                 | —                 |                                      | Hakuna Matoma      |
| 2015                                                              | "Knives" (featuring Frenship)                                                   | —                 | —                 | —                 | —                 | —                 | —                 | —                 |                                      | Hakuna Matoma      |
| 2015                                                              | "Love You Right" (featuring Nico & Vinz)                                        | —                 | —                 | —                 | —                 | —                 | —                 | —                 |                                      | Hakuna Matoma      |
| 2015                                                              | "The Wave" (featuring Madcon)                                                   | —                 | —                 | —                 | —                 | —                 | —                 | —                 |                                      | Hakuna Matoma      |
| 2015                                                              | "Stick Around" (featuring Akon)                                                 | 19                | —                 | —                 | —                 | —                 | —                 | —                 |                                      | Hakuna Matoma      |
| 2015                                                              | "Running Out" (featuring Astrid S)                                              | 7                 | —                 | —                 | —                 | —                 | —                 | 57                |                                      | Hakuna Matoma      |
| 2016                                                              | "Paradise" (med Sean Paul featuring KStewart)                                   | —                 | —                 | —                 | —                 | —                 | —                 | —                 |                                      | Hakuna Matoma      |
| 2016                                                              | "Wonderful Life (Mi Oh My)" (featuring Yeng Constantino)                        | 26                | —                 | —                 | —                 | —                 | —                 | —                 |                                      | Hakuna Matoma      |
| 2016                                                              | "False Alarm" (featuring Becky Hill)                                            | 3                 | —                 | —                 | 51                | —                 | —                 | 11                | - BPI: Silver                        | Hakuna Matoma      |
| 2016                                                              | "Take Me Back" (featuring Christopher)                                          | —                 | 16                | —                 | —                 | —                 | —                 | —                 |                                      | Hakuna Matoma      |
| 2016                                                              | "All Night" (med The Vamps)                                                     | 13                | 25                | —                 | 6                 | 41                | —                 | 13                | - BPI: Gold                          | Ikke-album singler |
| 2016                                                              | "Heart Won't Forget" (featuring Gia)                                            | 32                | —                 | —                 | —                 | —                 | —                 | —                 |                                      | Ikke-album singler |
| 2017                                                              | "Girl at Coachella" (featuring Magic! og D.R.A.M)                               | 38                | —                 | —                 | —                 | —                 | —                 | —                 |                                      | Ikke-album singler |
| "—" markerer en udgivelse der ikke opnåede en hitlisteplacering.. |                                                                                 |                   |                   |                   |                   |                   |                   |                   |                                      |                    |

## References
1. ↑  "Matoma discography". norwegiancharts.com. Hung Medien. Hentet 7. juni 2015.
2. ↑  "Matoma discography". danishcharts.com. Hung Medien. Arkiveret fra originalen 10. juni 2015. Hentet 7. juni 2015.
3. ↑  "Matoma discography". finnishcharts.com. Hung Medien. Hentet 7. juni 2015.
4. ↑  "Matoma discography". "irish-charts.com". Hung Medien. Hentet 31. juli 2016.
5. ↑  "Matoma discography". dutchcharts.nl. Hung Medien. Hentet 7. juni 2015.
6. ↑  "Matoma discography". charts.org.nz. Hung Medien. Arkiveret fra originalen 26. august 2015. Hentet 7. juni 2015.
7. ↑  "Matoma discography". swedishcharts.com. Hung Medien. Hentet 7. juni 2015.
8. ↑  "Love You Right - single". iTunes Australia. Hentet 15. januar 2016.
9. ↑  "Top 100 Singles, Week Ending 29 September 2016". Chart-Track. Arkiveret fra originalen 1. oktober 2016. Hentet 30. september 2016.
10. 1 2  "VG-lista - The Vamps & Matoma / All Night". VG-lista. Arkiveret fra originalen 26. december 2016. Hentet 7. januar 2017.
11. ↑  "Track Top-40 Uge 6, 2017". Hitlisten.NU. Hentet 15. februar 2017.
12. ↑  "GFK Chart-Track". Arkiveret fra originalen 5. september 2015. Hentet 23. april 2021.
13. ↑  "Sverigetopplistan - Sveriges Officiella Topplista". Sverigetopplistan. Hentet 21. januar 2017.
14. ↑  "VG-lista – Topp 20 Single uke 18, 2017". VG-lista. Arkiveret fra originalen 8. juni 2017. Hentet 6. maj 2017.